# Bert van Santen
Bert van Santen (Leerdam, 27 mei 1958) is een Nederlands schilder, beeldhouwer, tekenaar, graficus en maker van kunstenaarsboeken.

## Leven en werk
Bert van Santen heeft Culturele Antropologie aan de universiteit Utrecht gestudeerd en hierbij zijn kandidaatsexamen behaald, in de beeldende kunst is hij autodidact. Van 1998 tot 2004 was hij lid van de kunstenaarsvereniging ST Lucas in Amsterdam. Het werk van Bert van Santen omvat meerdere disciplines onder andere schilderijen in olie en mixed media, sculpturen, assemblages, werk op papier, gemengde technieken en boeken in gemengde technieken (kunstenaarsboeken).
Bert van Santen werkt vaak in series:
- Landschappen (olieverf op doek en mixed media op papier), 2010-2011
- Icarus (vloeischilderijen, olieverf op papier) 2011-2012
- Panta Rhei (vloeischilderijen, olieverf op papier), 2012-2015
- Fleurs du Mal (olieverf op doek, kastobjecten en film) vanaf 2016

In 2016 is de film Fleurs du Mal verschenen over het werken aan deze serie olieverfschilderijen.

## Exposities
- Santorini Art Factory, Santorini, Griekenland met Barbares d‘Esprit
- Museum de Fundatie, Zwolle
- Flower Art Museum, Aalsmeer
- Kunst Rai, Amsterdam met Barbares d‘Esprit
- Galerie de Compagnie, Dordrecht
- Gallery Nine, Amsterdam
- Galerie T, Middelburg
- Orange Water Art Festival, Athene, Patras, Santorini, Kreta, Paros, Korinthe in Griekenland
- RAW art fair, Rotterdam
- Art Breda
- KunstRAI, Amsterdam
- Gorkums Museum
- Lek Art, Culemborg
- Museum van Lien, Fijnaart
- Museum Elisabeth Weeshuis, Culemborg
- Gemeente Museum Elburg
- De Zaaier, Amsterdam
- Reinart Gallery, Oss